# Solipalma
Solipalma es el nombre de un dúo de música folklórica uruguaya conformado por Fernando Rótulo y Jorge Griot.

## Historia
Se fundó en el año 1976 en Rocha, de donde sus integrantes son originarios. En 1977 participan del evento de nivel nacional "Estudiantina 77", donde obtienen el Primer premio en la categoría "Dúos". El mismo consistió en un viaje a Sudáfrica que llevan a cabo al año siguiente, actuando en Ciudad del Cabo y Johannesburgo.
En la extensa trayectoria del dúo han brindado recitales en distintos festivales y escenarios del Uruguay. También han actuado en países como Argentina, Bolivia, Perú, España y Sudáfrica.
En el año 2006 fueron galardonados con el "Charrúa de Oro" otorgado en el marco del Festival Nacional de Folclore de Durazno.

## Discografía

### LP
- Vientos del pueblo (Orfeo SULP 90744. 1984)
- Intentando la aurora entre la niebla (Orfeo SCO 90854. 1986)
- De agua fresca (Canto Libre] 1989. reeditado por La Vitrola LV 954-4 en 1995)
- Canción de dos siglos (La Vitrola LV 902-4. 1993)
- Un grito por todos (La Vitrola. 1994)
- Antología (1996)
- Ahora es tiempo (2000)
- Puertas a la memoria (La Vitrola. 2001)
- 30 Años de oro (Brújula digital L.F. 3606-2. 2006)
- Canciones de la casa (junto a Lucio Muniz. 2007)
- Cantologia (Montevideo Music Group)

### Colectivos
- Derochando coplas (Sondor. 1983)
- Comenzar de nuevo (Orfeo SULP 907399. 1985)
- El canto popular junto al PIT-CNT (CASS PIT-CNT 001. 1988)
- Antología del canto popular uruguayo (Orfeo SULP 90889. 1990)
- Para cantarle al hombre (Canto Libre. 1991)
- Derrochando coplas II (Orfeo. 1992)
- Para cantarle al hombre Vol II (Canto Libre. 1992)